# Bahşılı
Bahşılı là một huyện thuộc tỉnh Kırıkkale, Thổ Nhĩ Kỳ. Huyện có diện tích 182 km² và dân số thời điểm năm 2007 là 7121 người, mật độ 39 người/km².